# Mühlenbach (Sieg)
Der Mühlenbach, im Oberlauf auch Stromberger Siefen, ist ein 3,6 km langer, orographisch linker und südlicher Zufluss der Sieg.
Er entspringt im Höhenzug Leuscheid, südlich von Rodder (Eitorf) und nordwestlich von Werkhausen auf etwa 288 m ü. NHN. Der Mühlenbach durchfließt das als Wälder auf dem Leuscheid unter Naturschutz stehende Waldgebiet der Leuscheid in nördlicher Richtung. Am Unterlauf gibt es einige Feuchtwiesen. Westlich oberhalb seines Tals liegt Rodder. Er mündet bei Stromberg (Windeck) auf etwa 88 m ü. NHN in die Sieg.